# John Driscoll
John Driscoll (Fort Belvoir, 27 giugno 1981) è un attore televisivo statunitense.
È noto soprattutto per l'interpretazione di Henry "Coop" Cooper nella soap opera statunitense Sentieri (Guiding Light), ruolo che ha ricoperto dal 2004 al 2009 e per il ruolo di Chance Chancellor nella soap opera statunitense Febbre d'amore (The Young and the Restless) dal 2009 al 2011.
È apparso anche nel telefilm Dawson's Creek (2001 - 2002) e in un episodio di One Tree Hill (2004).